# Iklim al-Charrub
Iklim al-Charrub (arab. ‏إقليم الخروب‎, Iqlīm al-Ḫarrūb) – region w Libanie, w dystrykcie Asz-Szuf, rozciągający się od wybrzeża Morza Śródziemnego na zachodzie, po masyw Dżabal Baruk na wschodzie oraz od Wadi Damur na północy po Wadi Bisri (Al-Awali) na południu. Przeprowadzono tu projekt archeologicznych badań powierzchniowych pod nazwą "Survey w prowincji Iqlim el-Kharroub". Projekt realizowany był w ramach prac Polsko-Libańskiej Misji Archeologicznej Centrum Archeologii Śródziemnomorskiej Uniwersytetu Warszawskiego, która badała także stanowiska Szahim i Al-Dżijji na terenie tego dystryktu. 

## Archeologiczne badania powierzchniowe
Projektem "Survey w prowincji Iqlim el-Kharroub", który przeprowadzono w latach 1999–2005, 2007–2009 oraz 2013 kierował dr hab. Mahmoud el-Tayeb z Uniwersytetu Warszawskiego. Jego głównym założeniem było poznanie przeszłości obszaru, na którym położone jest stanowisko Szahim, badane od 1996 roku przez Polsko-Libańską Misję Archeologiczną pod kierunkiem dr. hab. Tomasza Waliszewskiego z CAŚ UW. 
Zadokumentowano kilkadziesiąt stanowisk archeologicznych z różnych okresów. Efektem prac były także obserwacje etnoarcheologiczne, w szczególności na tych stanowiskach, gdzie uchwycono architekturę lub materiały budowlane z pierwszej połowy XX wieku, przede wszystkim w starej części współczesnego miasta Szahim oraz w pobliskim Asz-Szamis – w wielu aspektach można zauważyć ciągłość historyczną sięgającą co najmniej okresu bizantyjskiego. Do najważniejszych stanowisk zarejestrowanych podczas projektu należy rzymska nekropola skalna w Bardży, czy meczety w Bardży i An-Nabi Junus, namierzono także liczne osady, źródła wody, młyny wodne, cysterny, drogi i prasy do produkcji wina lub oliwy. 